# Yū Kataoka
Yū Kataoka (jap. 片岡勇 Kataoka Yū; ur. 28 maja 1980 r. w Ōita) – japoński wioślarz.

## Osiągnięcia
- Mistrzostwa Świata – Gifu 2005 – ósemka wagi lekkiej – 2. miejsce[1].
- Mistrzostwa Świata – Eton 2006 – czwórka podwójna wagi lekkiej – 20. miejsce[1].
- Mistrzostwa Świata – Monachium 2007 – dwójka bez sternika wagi lekkiej – 7. miejsce[1].
- Mistrzostwa Świata – Linz 2008 – dwójka bez sternika wagi lekkiej – 14. miejsce[1].
- Mistrzostwa Świata – Poznań 2009 – czwórka bez sternika wagi lekkiej – 10. miejsce[1].